# Yo-pop
Yo-pop là một phong cách âm nhạc đại chúng Nigeria, do Segun Adewale phổ biến vào thập niên 1980. Tuy nhiên dòng nhạc này không còn nổi tiếng trong một thời gian dài, do nó đã nhanh chóng bị thế chỗ bởi nhạc Afropop vào khoảng cuối những năm 1980.